# Vosneșeni (Pavlivka), Bolgrad
Vosneșeni (în ucraineană Voznesenka Perșa, transliterat: Вознесенка Перша) este un sat în comuna Pavlivka din raionul Bolgrad, regiunea Odesa, Ucraina.

## Demografie
Componența lingvistică a localității Vosneșeni
     Rusă (88,98%)
     Ucraineană (5,75%)
     Bulgară (2,68%)
     Română (1,92%)
     Alte limbi (0,1%)
Conform recensământului din 2001, majoritatea populației localității Vosneșeni era vorbitoare de rusă (88,98%), existând în minoritate și vorbitori de ucraineană (5,75%), bulgară (2,68%) și română (1,92%).